# 葉哲良
葉哲良，工程學者，畢業於國立台灣大學機械工程學系、美國康乃爾大學機械與航太工程學系碩士暨電機工程學系碩士、博士，曾任國立清華大學教授、行政院科技會報辦公室執行秘書，現任行政院公共工程委員會政務副主任委員。早年在美國矽谷創業，現於產官學研皆有任職，並曾獲科技部傑出研究獎。

## 生平
2018年，葉哲良擔任前瞻基礎建設計畫之數位建設中的民生公共物聯網計畫撰寫人，成立民生公共物聯網，建設各種感測站去收集以空氣品質、地震、水資源，和防救災為主的數據資料，再透過民生公共物聯網資料服務平台，提供環境監測與防救災數據，建設智慧生活服務系統，合計新增了20,000個空氣污染偵測盒、地震偵測盒、環島海底地震偵測電纜。
2019年，葉哲良推動無人機載具，並起草無人載具創新實驗條例，同時推動電動巴士國產化。截至2020年，台灣已有10條自駕車路線進入沙盒實驗。
2020年，葉哲良說服台灣國內工具機的六巨頭結盟，一同推動同規共軌。